# Robert Allan Weinberg
Robert Allan Weinberg (11 de novembro de 1942) é um geneticista estadunidense.
É professor da cátedra Daniel K. Ludwig de Pesquisas do Câncer do Instituto de Tecnologia de Massachusetts (MIT) e Professor Pesquisador da American Cancer Society. Pesquisa na área de oncogene sobre as bases genéticas do câncer humano. Weinberg é também afiliado ao Instituto Broad e é membro fundador do Instituto Whitehead de Pesquisa Biomédica. Co-leciona no MIT o curso 7.012 (biologia introdutória) com Eric Lander.